# O Século
O Século (que en portugués significa El Siglo) fue un diario de Lisboa que estuvo publicándose entre el 8 de junio de 1880 y el 12 de febrero de 1977 en que fue suspendido.
Fue fundado por Sebastião de Magalhães Lima que había estudiado derecho en la Universidad de Coímbra. Mientras estuvo editándose gozó de gran prestigio teniendo como rival al Diário de Notícias. Su ideología se consideraba independiente conservador y poco antes de desaparecer disponía de una tirada en torno a los 90 000 ejemplares frente a los 160 000 ejemplares del Diário de Notícias.
Disponía de una publicación semanal llamada Ilustração Portugueza dirigida por J.J. da Silva Graça que también era su director. Entre sus editores se encontraban José Joubert Chaves y António Maria Lopes. En esta publicación se recoge gran parte del trabajo del reportero gráfico Joshua Benoliel. 
Además, contaba con el suplemento Modas & Bordados, una revista femenina portuguesa que estuvo en circulación entre 1912 y 1977, y que fue dirigida por Isabelle Gazey de Carvalho, Carolina Christo, Maria Lamas, Etelvina Lopes de Almeida y María Antónia Fiadeiro.